# Gorenji Leskovec
Gorenji Leskovec je naselje v Občini Krško.